# ラーン (北アイルランド)
ラーン (Larne) は、イギリス・北アイルランドのカウンティ・アントリムにある港町で工業製品の市場都市であるタウンかつ行政教区。ラーンという名はダール・ナラディの王族の一つ、ラサルネ（Latharnae）に由来する。
ラーンは塩性湿地と塩生植物の群落が多い入り江のラーン・ロッホの入り口にあり、ラーン・ロッホはアジサシ類の繁殖地とコクガンの越冬地として、1997年にラムサール条約登録地となった。

## 歴史
2008年の推定人口は18,323人。ラーン都市圏では、2011年において約32,000人の居住人口であった。
港町としての歴史は古く、1,000年以上前である。
行政上はラーン・バラ・カウンシルに属している。

## 姉妹都市
- クローヴァー

## 出身者
- ガレス・マコーリー : サッカー選手
- デーブ・マコーリー : ボクサー